# Synopeas bicolor
Synopeas bicolor är en stekelart som beskrevs av Sundholm 1970. Synopeas bicolor ingår i släktet Synopeas och familjen gallmyggesteklar. Inga underarter finns listade i Catalogue of Life.